# Blankeis
Blankeis oder blankes Eis ist ein unspezifischer Ausdruck, der vor allem von Bergsteigern benutzt wird, um glatte Eisflächen insbesondere auf Gletschern oder zugefrorenen Wasserflächen zu bezeichnen, die ein besonderes Hindernis darstellen. Blankeisflächen, insbesondere wenn sie geneigt sind, können nur mit Steigeisen begangen werden. Weiterhin bezeichnet man auch glatte, durchsichtige Eisflächen auf Gewässern als Blankeis.

## Entstehung von Blankeis

### Blankeis durch Gletscherbildung
Blankeis entsteht im Vorgang der Gletscherbildung durch stetigen Druck der übereinanderliegenden Schneemassen. Nach ein bis drei Jahren bildet sich grobkörniges Firneis, das noch viel Luft enthält. Aus Firneis entsteht nach weiteren drei bis fünf Jahren das eigentliche Blankeis in Form von blauem oder grünem Gletschereis (bei Einschluss von Algen). Aus sechs bis zehn Metern frischem, lockerem Schnee entsteht etwa 1 m Firn und nur 10 cm Gletschereis. Die Struktur von Gletschereis unterscheidet sich grundsätzlich von der des aus Wasser durch Gefrieren entstandenen Blankeises.

### Blankeisentstehung durch Gefrieren von Wasser
Im Gegensatz zu Gletschereis, in dem die Kristalle eine körnige Struktur aufweisen, ist diese im gefrorenen Blankeis länglich.
Der Entstehungsvorgang ebener, blanker Eisflächen auf Gewässern ist an bestimmte Bedingungen gebunden:
- Schnelle Abkühlung der Wasserfläche
- Windstille
- Keine Strömung
- Kein Schneefall

In solcher Weise entstandene Eisflächen auf Gewässern sind durchscheinend und hervorragend zum Schlittschuhlaufen geeignet. Durch das gefrorene Eis kann man häufig die Unterwasserwelt beobachten und auch interessante Gebilde, die im Eis eingeschlossen sind, betrachten.